# مخطط وقت–مسافة
مخطط وقت–مسافة هو رسم بياني مع محور يمثل الوقت وآخر للمسافة. يستخدم المخطط في مراقبة الرحلات الجوية والقطارات، أو في البحث العلمي. يسمى المخطط أيضًا جداول النقل؛ لأنه يمثل موقع العربة (قطار وحافلة) على طول خط النقل. يُمَكِّن مخطط وقت–مسافة من إظهار جميع الأنشطة على رسم تخطيطي واحد.

## المخطط
يُمَكِّن مخطط وقت–مسافة من معاينة تطور عدة أنواع من الأنشطة مع مرور الزمن. 
| Example of a time distance diagram | Example of a time distance diagram | Example of a time distance diagram |
| Example of a time distance diagram | Example of a time distance diagram | Example of a time distance diagram |

## أدوات
يمكن إنشاء مخطط وقت–مسافة باستخدام أي نوع من أداة الرسم، أو التي تسمح بتحجيم الرسم (مثل CAD أو Visio). وفي بعض الأحيان يمكن استخدام الجداول الممتدة.